# Rival (entreprise)
Pour les articles homonymes, voir Rival.
The Rival Company ou simplement Rival, était un fabricant américain d'électroménagers qui vendait des produits sous les noms de Bionaire, Crock-Pot, Fasco, Patton, Pollenex, Rival, Simer et White Mountain. Il a été acheté par la Holmes Products Corp. en 1999, rachetée par la Jarden Corporation en 2005, puis devenue Newell Brands en 2016 qui continue de produire des électroménagers sous le nom de Rival par l'entremise de sa filiale Sunbeam.

## Histoire

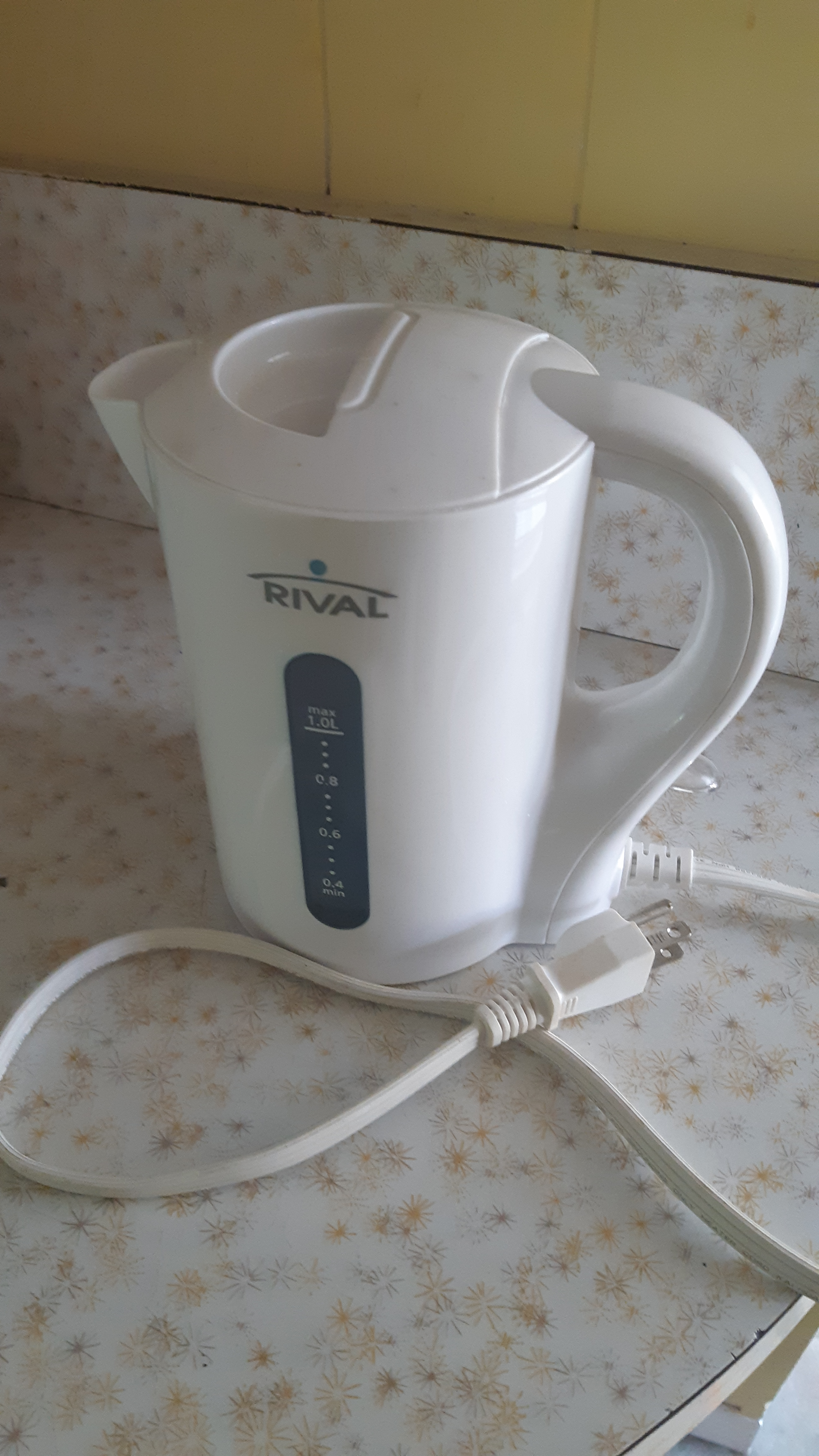
Bouillore Rival.

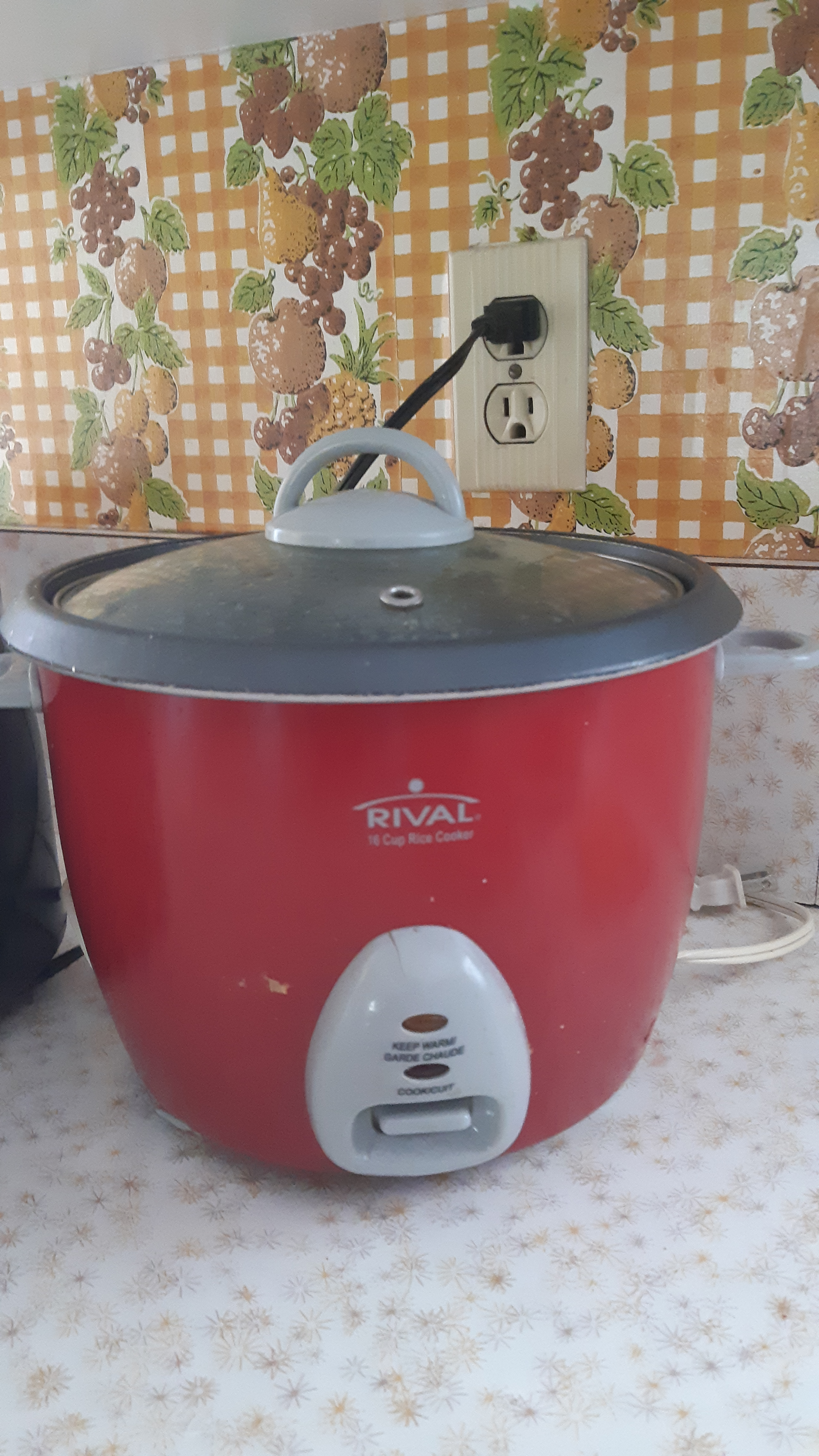
Cuiseur à riz Rival.

Rival est fondé en 1932 à Kansas City par Henry J. Talge sous le nom de la Rival Manufacturing Co., spécialisée dans le moulage métallique. L'entreprise a vite commencé à produire des machines de production alimentaire avec le nom O-Mat, comme l'extracteur de jus Juice-O-Mat, l'ouvre-boîtes Can-O-Mat ou encore le gril Broil-O-Mat. Après leur fermeture pendant la Seconde Guerre mondiale, dû à un arrêt pour produire des munitions, Rival a étendu ses activités lorsque la guerre s'est terminée. Ils achètent la Waverly Products, Inc. et commencent dans le milieu de l'électroménager, en continuant de produire le fer à repasser Steam-O-Mat de Waverly.
L'entreprise est vendue en 1963 à la Stern Brother Investment Bank devient une compagnie publique en 1964. Peu après, Rival devient acquéreur de la Titan Manufacturing Company ainsi que de sa gamme de chaufferettes électriques. Ils achètent en 1970 la Naxon Utilities Corp. et sa mijoteuse Bean Pot, alors peu connue. Le Bean Pot est réintroduit par Rival sous le nom de Crock Pot en 1971 et devient rapidement un de leurs produits vedettes.
Après être devenue privée en 1986, Rival redevient publique six ans plus tard. Durant les années 1990, Rival poursuit ses acquisitions en achetant la Simer Pump Company, la Fasco Consumer Products, les White Mountain Freezers, la Pollenex Corporation, la Patton Electric Company et Bionaire inc.. En 1996, ils achètent ce qui reste de la Dazey Products Company (en), ainsi que ses produits Seal-A-Meal et Food Saver.
En février 1999, c'est au tour de Rival de se faire acheter, par la Holmes Products Corp. (en), un fabricant de produits électriques reliés à l'air, comme des ventilateurs ou des humidificateurs, un marché dans lequel Rival était aussi présent.
Holmes a continué à vendre des produits sous le nom de Rival, jusqu'à son achat par la Jarden Corporation en 2005, qui est dissoute en 2016 pour devenir Newell Brands,. La filiale de Newell Sunbeam (en) continue la production d'électroménagers avec les noms Rival et Holmes, même si Crock Pot a été séparée du nom Rival et est devenue une marque à part entière. Bionaire et Patton ont aussi été séparés, devenant des filiales distinctes. Le nom Rival est aussi utilisée par Walmart pour certains de leurs petits électroménagers de marque de distributeur.

## Produits
- Bouilloires électriques
- Cuiseurs de riz
- Cuiseurs vapeur
- Extracteurs de jus
- Fours
- Grille-pain
- Machines à café et cafetières
- Mijoteuses
- Mixeurs